# Nancy Harkness Love

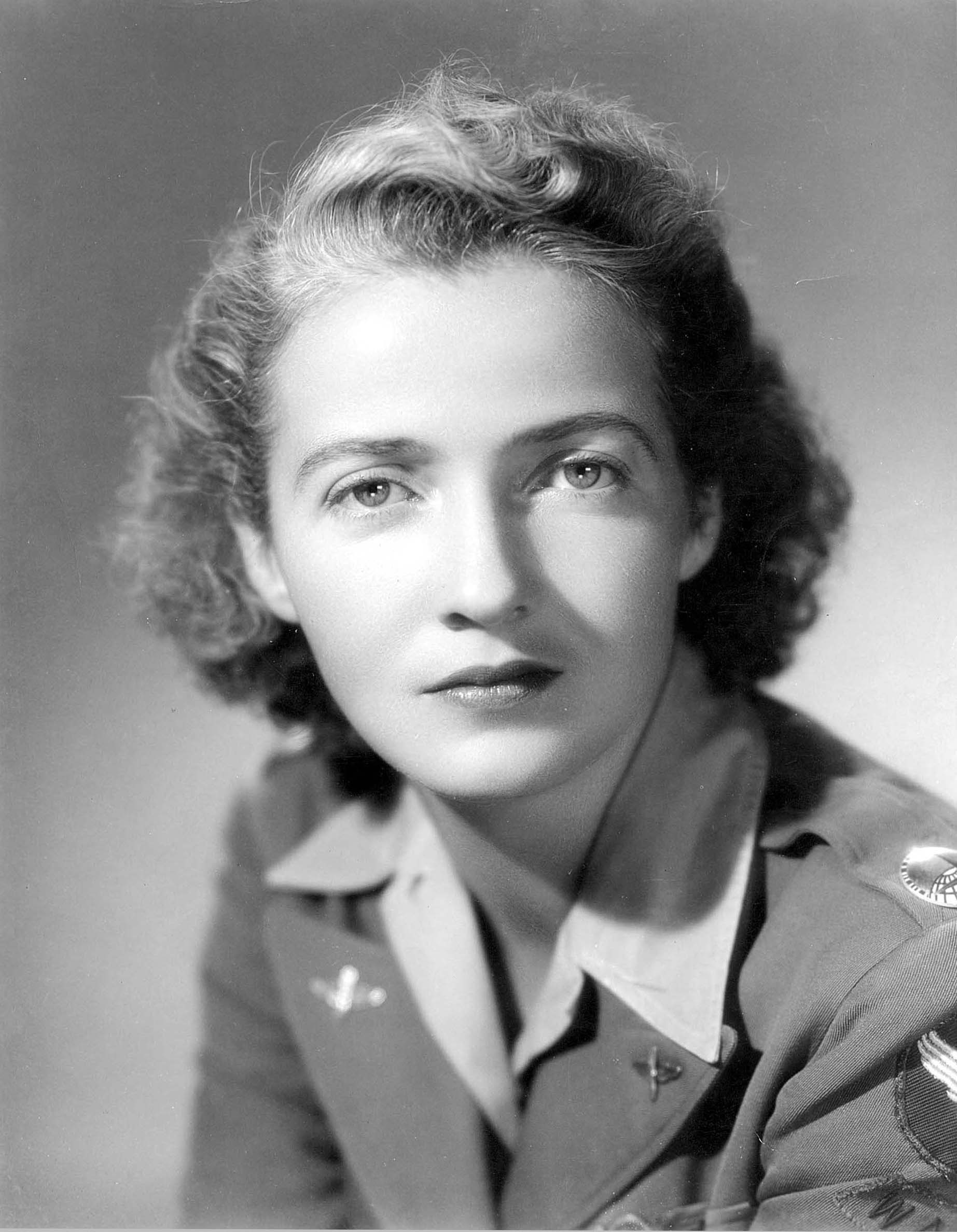
Nancy H. Love, um 1943

Nancy Harkness Love (* 14. Februar 1914 in Houghton, Michigan, USA als Hannah Lincoln Harkness; † 22. Oktober 1976 in Sarasota, Florida, USA) war eine US-amerikanische Pilotin. Sie war die erste Frau, die für das Fliegen der Boeing B-17 Flying Fortress sowie der Douglas C-54 Skymaster, der North American B-25 Mitchell und mehrerer anderer Militärflugzeugtypen zertifiziert wurde.

## Leben und Werk
Love war die Tochter von Alice Chadbourne und dem Arzt Robert Bruce Harkness. Sie reiste 1927 nach Frankreich, wo sie am 21. Mai auf dem Le Bourget Field stand, als Charles Lindberg den ersten transatlantischen Alleinflug absolvierte. Sie lernte 1930 nach nur fünf Stunden Ausbildung das Fliegen und erhielt mit sechzehn Jahren ihren Pilotenschein. Sie erhielt an der Milton Academy in Massachusetts ihren Abschluss und begann 1931 ihr Studium in Französisch und Geschichte als Hauptfach am Vassar College. 1934 brach sie ihr Studium ab, da ihre Eltern die Studiengebühren wegen der Weltwirtschaftskrise nicht mehr bezahlen konnten.

## Testpilotin
1932 bekam sie ihre Gewerbelizenz und arbeitete als Passagierbefördererin in der Gegend von Poughkeepsie. Ihre nächste Arbeitsstelle bekam sie bei Inter-City Air Service, welcher dem Reserveoffizier des Air Corps Robert MacLure Love und seiner Schwester gehörte. Das Unternehmen bot verschiedene Luftfahrtdienstleistungen an, darunter Linienflüge für Passagiere vom East Boston Airport, Charterflüge, Flugunterricht, Luftvermessung und den Verkauf von Flugzeugen.
Das neu gegründete Bureau of Air Commerce (BAC), ein Vorgänger der Federal Aviation Agency (FAA), stellte sie als Testpilotin und als Mitglied des Air-Marking-Programms ein. Ihre Aufgabe bestand darin, Piloten durch das Anbringen von Navigationsmarkierungen auf Wassertürmen und anderen hochragenden Bauwerken zu unterstützen. Sie allein war für die Platzierung von über 290 Markierungen in ganz Massachusetts verantwortlich. In der Werkstatt des BAC testete sie die damals neueste Flugtechnologie, das Dreiradfahrwerk, das später von den meisten Flugzeugherstellern als Industriestandard übernommen wurde.
Im Januar 1936 heiratete sie Robert Love. Im September 1936 nahm sie am Amelia Earhart Trophy Race teil. Sie belegte den fünften Platz, obwohl sie zuvor noch nie an einem Rennen teilgenommen hatte. Am Ende des Monats nahm sie an einem weiteren Rennen in Detroit teil und wurde Zweite. Von Januar bis September 1937 arbeitete sie wieder beim Bureau of Air Commerce. Sie überprüfte ihre Flugmarkierungen von 1935 und identifizierte neue Standorte der Flugmarkierungen. Im Herbst 1937 erhielt sie eine Anstellung als Testpilotin.

## Gründung der Women’s Auxiliary Ferrying Squadron (WAFS)

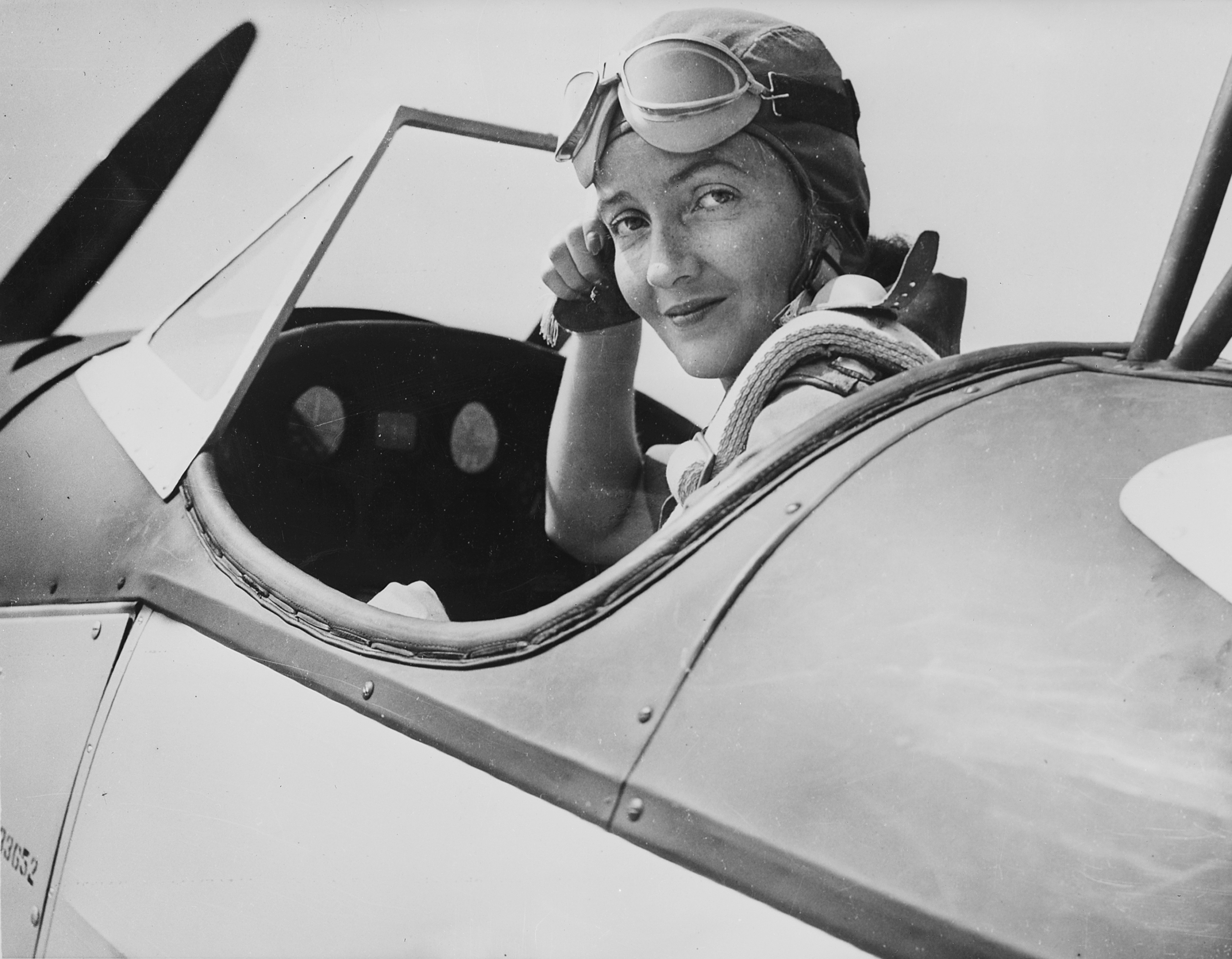
Nancy Harkness Love im Cockpit eines Armeeflugzeugs Fairchild PT-19

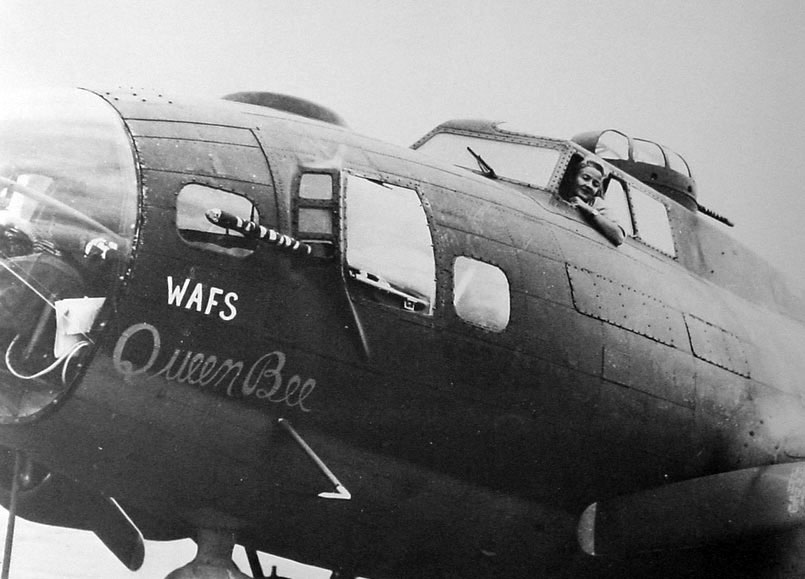
Nancy Harkness Love am Steuer einer Boeing B-17 Flying Fortress Queen Bee

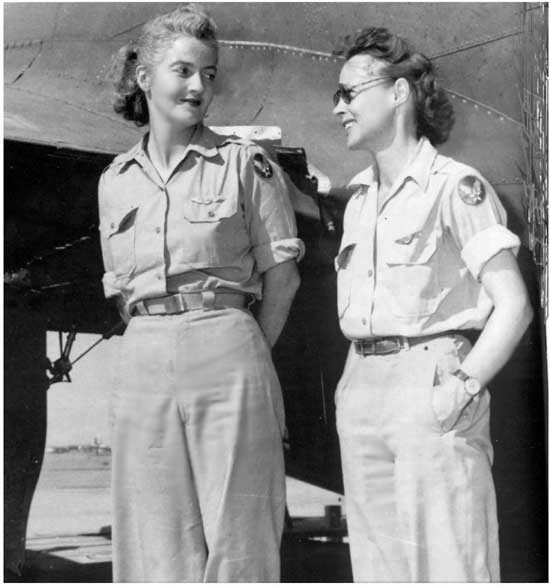
Nancy Love und Betty Gillies, die ersten Frauen, die den Bomber Boeing B-17 Flying Fortress flogen. Die beiden WAFS sollten eine B-17 nach England befördern, als ihr Flug von General „Hap“ Arnold abgesagt wurde. 1943

Als 1939 in Europa der Krieg ausbrach, wollte Love eine Frauen-Fliegereinheit gründen. Ihre Idee war es, Flugzeuge von Fabriken zu Militärstützpunkten von Pilotinnen transportieren zu lassen. General Henry H. Arnold lehnte ihren Vorschlag 1940 ab. Nach zwei Jahren begannen jedoch Gespräche mit ihr über die Gründung einer ausschließlich aus Frauen bestehenden Beförderungsabteilung. Im Herbst 1942 stimmte General Arnold schließlich dem Vorschlag zu, und Kriegsminister Henry L. Stimson ernannte sie zur Direktorin der neuen Gruppe: der Women’s Auxiliary Ferrying Squadron (WAFS).
Love rekrutierte hochqualifizierte und erfahrene Pilotinnen, die auf kampflose Missionen geschickt wurden, um Flugzeuge zwischen Fabriken und Army Air Force-Einrichtungen zu befördern. Während die WAFS organisiert wurde, ernannte die Army Air Force Jacqueline Cochran zur Leiterin der Flugausbildung für Frauen, Women’s Flying Training Detachment (WFTD).
Aus dem Zivilleben rekrutierte Männer konnten zwischen 19 und 45 Jahre alt sein, Pilotinnen zwischen 21 und 35 Jahre alt sein. Frauen mussten einen High-School-Abschluss haben, Männer brauchten jedoch nur drei Jahre High-School. Die Fluganforderungen männlicher Piloten wurden von ursprünglich 300 Stunden auf 200 Flugstunden reduziert. Frauen hingegen mussten mindestens 500 Flugstunden nachweisen.
Im Juni 1943 befehligte Love als Direktorin der Women’s Auxiliary Ferry Squadron (WAFS) vier verschiedene WAFS-Staffeln: in Dallas Love Field, New Castle (Delaware), Romulus (Michigan) und Long Beach (Kalifornien). Die WAFS fusionierte am 5. August 1943 mit der Women’s Flying Training Detachment (WFTD) und gründete die Women Airforce Service Pilots (WASP). Love wurde mit der Leitung des gesamten Fährbetriebs beauftragt. Insgesamt erhielt sie die Zulassung zum Fliegen von 19 Militärflugzeugen und war damit die erste Frau, die für das Fliegen der neuesten Militärflugzeuge zertifiziert wurde, darunter die Douglas C-54 Skymaster und die North American B-25 Mitchell, und zusammen mit Betty Gillies die erste Frau, die die Boeing B-17 flog. In Dallas wurde Love auch auf der North American P-51 getestet.
Der Generaloffizier der United States Air Force, William H. Tunner, beauftragte sie damit, neue B-17-Kampfflugzeuge über den Atlantik zu befördern, um die Flotte der britischen Royal Air Force zu verstärken. Damit wäre Love die erste Frau gewesen, die ein Militärflugzeug über Kontinente hinweg flog. An höherer Stelle des US-Militärs war man besorgt über die öffentliche Empörung, wenn der Feind eine Pilotin abschießen würde. Die Mission wurde abgesagt, weil man sie für zu gefährlich für eine Frau hielt. Love hatte bereits den Motor ihres B-17-Flugzeugs gestartet und sich auf den Abflug vorbereitet, als im letztmöglichen Moment das Telegramm eintraf, das ihr den Flug untersagte.
Anfang 1944 beantragte General Arnold beim Kongress, den WASP-Pilotinnen die Durchführung aller Inlandsmissionen zu gestatten, damit Männer, die derzeit im Inland flogen, als Infanteristen auf den europäischen Kriegsschauplatz wechseln. Der Ausschuss für den öffentlichen Dienst hielt eine Anhörung zu dieser Angelegenheit ab und aufgrund der öffentlichen Meinung gegen die Truppe löste der Kongress die WASP Ende 1944 auf. Ein vertraulicher Auftrag ihres Freundes Cyrus Rowlett Smith, stellvertretender Direktor des Lufttransportkommandos, gab Love die Gelegenheit, als erste Frauen ein Militärflugzeug ins Ausland zu fliegen. Ihr Flug am 8. Januar 1945 von Kalkutta nach Kunming in China wurde geheim gehalten. Für diese Aufklärungsmission flog Love eine Douglas C-54, die sie zuvor schon hunderte Male geflogen war. Nach dem fast fünfstündigen Flug beendete Love offiziell ihre WASP-Karriere.

## Nachkriegszeit

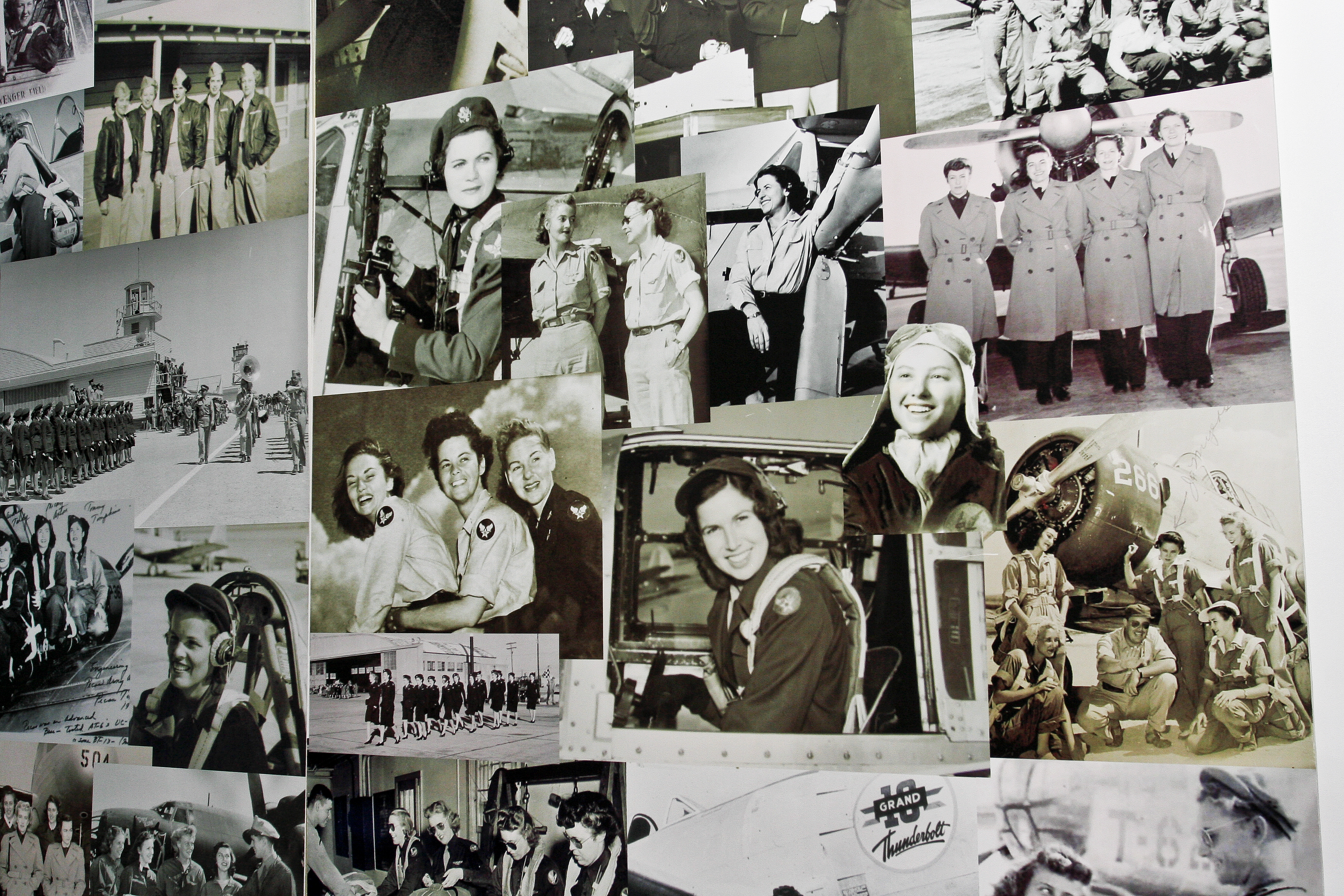
Die Fotomontage zeigt einige der 1.102 weiblichen Luftwaffenpiloten, die während des Zweiten Weltkriegs geflogen sind, bei einer Ausstellung zu Ehren der Frauen am Women in Military Service for America Memorial auf dem Arlington National Cemetery, Virginia, 9. März 2010

Wie viele andere Frauen, die sich an den Kriegsanstrengungen beteiligten, zog sie sich aus der Arbeitswelt zurück. Sie zog mit ihrem Ehemann nach Martha’s Vineyard und bekam drei Töchter. Sie flog weiterhin in ihrer Freizeit.
Für ihre Arbeit während des Krieges erhielt sie die Air Medal. Nach der Gründung der United States Air Force wurde ihr 1948 der Rang eines Oberstleutnants in der US Air Force Reserve verliehen.
Sie setzte sich dafür ein, dass WASPs als Veteranen anerkannt wurden. 1979, drei Jahre nach Loves Tod, wurden die WASPs offiziell als Militärangehörige anerkannt.
Love starb 1976 im Alter von 62 Jahren in ihrem Haus in Sarasota in Florida an Krebs.

## Ehrungen posthum
- 1996: Aufnahme in die Airlift/Tanker Association
- 1997: Aufnahme in die Michigan Women’s Hall of Fame
- 2005: Aufnahme in die National Aviation Hall of Fame in Dayton (Ohio)
- Statue am New Castle County Airport in Delaware[3]